# أبيد (نبات)
الأَبِيد أو السُدْمُ أو حَيُّ العَالَمِ أو حَيّون (باللاتينية: Sedum) جنس نباتي يتبع الفصيلة المخلدية من طائفة ثنائيات الفلقة.
يضم حوالي 400 نوع من النباتات ذات الأوراق السميكة والعصارية، ويستعمل الكثير منها كنباتات زينة. (وهو النوع النمطي) هو السدم اللاذع.

## من أنواعهالواطنةفيالوطن العربي
1. السدم الأبيض (باللاتينية: Sedum album) في المغرب العربي ومعظم مناطق أوروبا وتركيا
2. السدم الأحمر (باللاتينية: Sedum rubens) في بلاد الشام والمغرب العربي وجنوب أوروبا
3. السدم الأزرق (باللاتينية: Sedum caeruleum) في المغرب العربي وصقلية وسردينيا
4. السدم الإسبارطي (باللاتينية: Sedum laconicum) في بلاد الشام والمغرب العربي وجنوب البلقان
5. السدم الإسباني (باللاتينية: Sedum hispanicum) في بلاد الشام
6. السدم الآشوري (باللاتينية: Sedum assyriacum) في بلاد الشام
7. السدم الأطلسي (باللاتينية: Sedum atlanticum) في المغرب العربي
8. السدم الأورفيلي (باللاتينية: Sedum urvillei) في بلاد الشام
9. السدم البصلي (باللاتينية: Sedum cepaea) في بلاد الشام
10. السدم رباعي الأجزاء (باللاتينية: Sedum tetramerum) في بلاد الشام
11. السدم الرؤيسي (باللاتينية: Sedum caespitosum) في بلاد الشام
12. السدم الساحلي (باللاتينية: Sedum litoreum) في بلاد الشام
13. سدم ستودل (باللاتينية: Sedum steudelii) في بلاد الشام
14. السدم الشاحب (باللاتينية: Sedum pallidum) في بلاد الشام
15. السدم صغير الثمار (باللاتينية: Sedum microcarpum) في بلاد الشام وقبرص
16. السدم الطويل (باللاتينية: Sedum sediforme) في بلاد الشام
17. السدم الفلسطيني (باللاتينية: Sedum palaestinum) في بلاد الشام
18. السدم القنابي (باللاتينية: Sedum bracteatum) في المغرب العربي
19. السدم اللاذع (باللاتينية: Sedum acre) في المغرب العربي
20. سدم لويس (باللاتينية: Sedum louisii) في بلاد الشام
21. السدم ملتف الساق (باللاتينية: Sedum amplexicaule) في المغرب العربي وبعض مناطق جنوب أوروبا
22. السدم منفصل القنابات (باللاتينية: Sedum schizolepis) في بلاد الشام
23. السدم الموري (باللاتينية: Sedum bracteatum) في المغرب العربي
24. سدم مير (باللاتينية: Sedum maireanum) في المغرب العربي وإسبانيا والبرتغال
25. السدم النيفادي (باللاتينية: Sedum nevadense) في المغرب العربي وإسبانيا وفرنسا

## من أنواعه الأخرى
1. السدم الإبري (باللاتينية: Sedum lineare)
2. السدم الأرجواني Sedum purpurascens
3. السدم الأموري Sedum selskianum
4. السدم الحولي Sedum annuum
5. السدم الداكن Sedum atratum
6. السدم الذهبي Sedum kamtschaticum
7. السدم المردقوشي (باللاتينية: Sedum oreganum)
8. السدم الزغبي (باللاتينية: Sedum villosum)
9. السدم مستدير الورق (باللاتينية: Sedum anacampseros)

أخرجت الأنواع التالية من جنس السدم ووضعت ضمن جنس جديد هو (باللاتينية: Hylotelephium).
1. حي العالم الباسقSedum telephium sensu
2. حي العالم الجبلي Sedum telephium subsp. fabaria
3. حي العالم الكبير Sedum telephium maximum
4. حي العالم الجليل Hylotelephium spectabile